# Cabane des Dix
Die Cabane des Dix ist eine Hütte des Schweizer Alpen-Clubs (SAC) der Sektion Monte Rosa und liegt oberhalb des Lac-des-Dix-Stausees am Cheilon-Gletscher auf einer Höhe von 2928 m ü. M. Sie dient der Besteigung verschiedener Berge in der Umgebung, wie zum Beispiel des Mont Blanc de Cheilon (3870 m) und der Pigne d’Arolla (3796 m). Die Hütte liegt an der Haute Route.

## Geschichte
Sie ersetzte die 1908 gebaute Hütte mit 28 Plätzen auf der Alpage de Cheilon (2550 m oder 2700 m). 1928 wurde beim Felskopf Tête Noire die neue Hütte errichtet, und schon 1936 musste sie einem vergrösserten Bau weichen. Im Jahr 1978 wurde die Hütte von 60 auf 150 Schlafplätze erweitert; 2001 wurde der Komfort erhöht, Wolldecken durch Bettdecken ersetzt und die Kapazität auf 125 verringert.

## Zugang und nächstgelegene Hütten
Der einfachste Zugang ist in ca. 4 Stunden von der imposanten Grande-Dixence-Staumauer her. Von Sion bis zum Fuss der Staumauer (2166 m) bestehen Busverbindungen. Entlang des Sees besteht der Weg aus einer Naturstrasse.
Von Arolla (2000 m) her muss entweder der Col de Riedmatten (2919 m) oder der Pas de Chèvres (2855 m) überwunden werden. Letzterer Passübergang erfolgt über eine Leiter (Seilsicherung ggf. notwendig). Kurz vor der Hütte gibt es eine einfache Gletscherpassage. Von Arolla bis zur Hütte dauert es in beiden Fällen etwa 4 Stunden.
Die nächstgelegenen Hütten sind die Cabane de Prafleuri (1 h von der Grande-Dixence-Staumauer entfernt) sowie die Cabane des Aiguilles Rouges (Alpinwanderweg: Col des Ignes).